# Red Bull Air Race World Series seizoen 2010

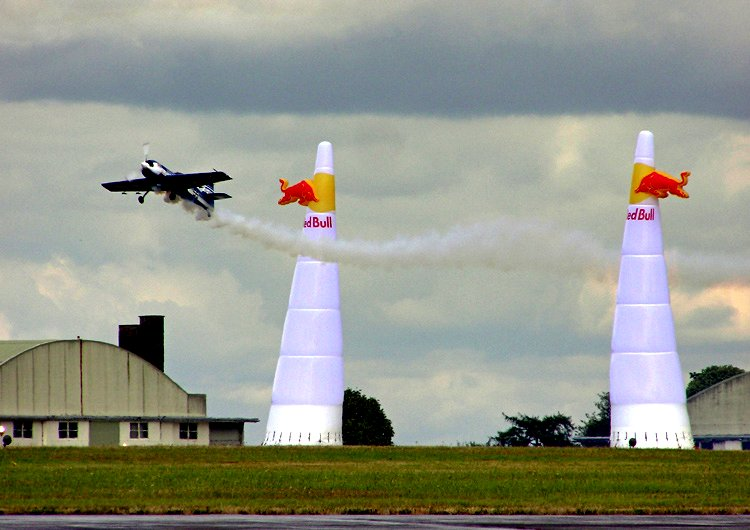
Red Bull Air Race

Het seizoen 2010 van de Red Bull Air Race World Series was het 8e Red Bull Air Race World Series-seizoen. Er zouden acht wedstrijden worden gehouden, maar de wedstrijden in Boedapest en Lissabon werden in juli 2010 kort na elkaar afgelast.
Paul Bonhomme won zijn tweede Red Bull Air Race World Series-titel. Aan het eind van het seizoen kondigde Red Bull Air Race GmbH aan dat het kampioenschap in 2011 een jaar pauze zou houden om het te reorganiseren en de ontwikkeling en het commerciële aspect te verbeteren. Uiteindelijk werd het kampioenschap drie jaar niet gehouden, waardoor dit het laatste Red Bull Air Race World Series-seizoen was tot 2014.

## Incidenten
Tijdens de trainingen voor de wedstrijd op de Swan in Perth (Australië) stortte piloot Adilson Kindlemann neer in de rivier. Het was voor het eerst in de geschiedenis van het kampioenschap dat dit gebeurde. Kindlemann werd overgebracht naar het ziekenhuis, waar geen zware verwondingen waren vastgesteld.
Tijdens de kwalificatie voor de wedstrijd in Windsor (Canada) crashte piloot Matt Hall bijna in de Detroit. Hij verloor hoogte na enkele hoge G-bochten, waarbij beide vleugels en een wiel in het water belandden, voordat hij net op tijd op kon trekken. Zijn vliegtuig was te veel beschadigd om door te kunnen en Hall werd gediskwalificeerd voor dat weekend en het opvolgende weekend in New York.
Na afloop van het seizoen, op 17 augustus, overleed piloot Alejandro Maclean toen zijn vliegtuig crashte tijdens een training in Casarrubios del Monte (Spanje).

## Kalender
| 2010 Red Bull Air Race World Series | 2010 Red Bull Air Race World Series | 2010 Red Bull Air Race World Series | 2010 Red Bull Air Race World Series |
| Nummer                              | Datum                               | Locatie                             | Land                                |
| ----------------------------------- | ----------------------------------- | ----------------------------------- | ----------------------------------- |
| 1                                   | 26 en 27 maart                      | Mina' Zayid, Abu Dhabi              | Verenigde Arabische Emiraten        |
| 2                                   | 17 en 18 april                      | Swan (Perth)                        | Australië                           |
| 3                                   | 8 en 9 mei                          | Flamengo (Rio de Janeiro)           | Brazilië                            |
| 4                                   | 5 en 6 juni                         | Windsor (Ontario)                   | Canada                              |
| 5                                   | 19 en 20 juni                       | New York                            | Verenigde Staten                    |
| 6                                   | 7 en 8 augustus                     | Lausitzring                         | Duitsland                           |
| 7                                   | Afgelast                            | Donau (Boedapest)                   | Hongarije                           |
| 8                                   | Afgelast                            | Lissabon                            | Portugal                            |

## Uitslagen
| Winnaar | Tweede | Derde | Punten gescoord | Geen punten gescoord | DQ = Gedisqualificeerd | NG = Niet gestart | TP = Technische problemen |

| 2010 Red Bull Air Race World Series Uitslagen en Stand | 2010 Red Bull Air Race World Series Uitslagen en Stand | 2010 Red Bull Air Race World Series Uitslagen en Stand | 2010 Red Bull Air Race World Series Uitslagen en Stand | 2010 Red Bull Air Race World Series Uitslagen en Stand | 2010 Red Bull Air Race World Series Uitslagen en Stand | 2010 Red Bull Air Race World Series Uitslagen en Stand | 2010 Red Bull Air Race World Series Uitslagen en Stand | 2010 Red Bull Air Race World Series Uitslagen en Stand |
| Positie                                                | Piloot                                                 | UAE                                                    | AUS                                                    | BRA                                                    | CAN                                                    | USA                                                    | GER                                                    | Aantal Punten                                          |
| ------------------------------------------------------ | ------------------------------------------------------ | ------------------------------------------------------ | ------------------------------------------------------ | ------------------------------------------------------ | ------------------------------------------------------ | ------------------------------------------------------ | ------------------------------------------------------ | ------------------------------------------------------ |
| 1                                                      | Paul Bonhomme                                          | 1                                                      | 3*                                                     | 3                                                      | 2                                                      | 1                                                      | 2*                                                     | 64                                                     |
| 2                                                      | Hannes Arch                                            | 11*                                                    | 1                                                      | 1*                                                     | 1                                                      | 4*                                                     | 1                                                      | 60                                                     |
| 3                                                      | Nigel Lamb                                             | 2                                                      | 4                                                      | 2                                                      | 4*                                                     | 2                                                      | 4                                                      | 55                                                     |
| 4                                                      | Kirby Chambliss                                        | 6                                                      | 8                                                      | 5                                                      | 3                                                      | 3                                                      | 6                                                      | 41                                                     |
| 5                                                      | Pete McLeod                                            | 5                                                      | 5                                                      | 7                                                      | 9                                                      | 5                                                      | 8                                                      | 33                                                     |
| 6                                                      | Nicolas Ivanoff                                        | 9                                                      | 6                                                      | 6                                                      | 7                                                      | 6                                                      | 5                                                      | 33                                                     |
| 7                                                      | Matt Hall                                              | 8                                                      | 2                                                      | 4                                                      | DSQ                                                    | DSQ                                                    | 3                                                      | 31                                                     |
| 8                                                      | Matthias Dolderer                                      | 7                                                      | 7                                                      | 10                                                     | 5                                                      | 10                                                     | 7                                                      | 26                                                     |
| 9                                                      | Michael Goulian                                        | 4                                                      | 11                                                     | 8                                                      | 6                                                      | 7                                                      | 13                                                     | 24                                                     |
| 10                                                     | Peter Besenyei                                         | 3                                                      | 10                                                     | 11                                                     | 10                                                     | 8                                                      | 9                                                      | 21                                                     |
| 11                                                     | Alejandro Maclean                                      | 12                                                     | 13                                                     | 9                                                      | 11                                                     | 9                                                      | 10                                                     | 9                                                      |
| 12                                                     | Yoshihide Muroya                                       | 10                                                     | 9                                                      | 12                                                     | NG                                                     | NG                                                     | 12                                                     | 5                                                      |
| 13                                                     | Sergei Rakhmanin                                       | 15                                                     | 12                                                     | 14                                                     | 8                                                      | 12                                                     | 14                                                     | 4                                                      |
| 14                                                     | Martin Šonka                                           | 13                                                     | 14                                                     | 13                                                     | 12                                                     | 11                                                     | 11                                                     | 2                                                      |
| 15                                                     | Adilson Kindlemann                                     | 15                                                     | NG                                                     | NG                                                     | NG                                                     | NG                                                     | NG                                                     | 0                                                      |

* De piloot verdiende een extra punt voor de snelste tijd in de kwalificatie.
2003 · 2004 · 2005 · 2006 · 2007 · 2008 · 2009 · 2010 · 2014 · 2015 · 2016 · 2017 · 2018 · 2019
Lijst van piloten